# DécaNation
DécaNation je každoroční lehkoatletický mítink, od roku 2005 organizovaný Francouzskou atletickou federací (Fédération française d’athlétisme). Závod zahrnuje soutěžení národních družstev v desetibojařských disciplínách, kdy v každé z nich soutěží specialisté. Všechny disciplíny jsou hodnoceny samostatně, ale bodové zisky závodníků se také přičítají do soutěže týmů.
Úvodních pět ročníků proběhlo na pařížském Stadionu Sebastiana Charlétyho. Od roku 2010 dochází ke střídání míst konání. Událost probíhá v srpnovém či zářijovém termínu. Oficiálním sponzorem je automobilka SEAT, což odráží komerční název SEAT DecaNation.

## Soutěže
Závodu se účastní osm států. V národním výběru startuje 20 atletů, na každou disciplínu po jednom muži a ženě. V roce 2013 poprvé soutěžily týmy složené z více atletických federací, a to družstva balkánských zemí a severských zemí.
Disciplíny desetiboje
- 100 m
- dálka
- koule
- výška
- 400 m
- 110 m př.
- disk
- tyčka
- oštěp
- 1500 m

Další disciplíny
Od roku 2009 se na mítinku objevily také disciplíny, které nejsou součástí desetiboje.
- 800 m
- 3 000 m překážek
- hod kladivem

## Ročníky
| č.  | ročník          | datum          | místo     | stadion                | vítěz   |
| --- | --------------- | -------------- | --------- | ---------------------- | ------- |
| 1.  | DécaNation 2005 | 3. září 2005   | Paříž     | Stade Charléty         | Rusko   |
| 2.  | DécaNation 2006 | 26. srpna 2006 | Paříž     | Stade Charléty         | USA     |
| 3.  | DécaNation 2007 | 8. září 2007   | Paříž     | Stade Charléty         | Francie |
| 4.  | DécaNation 2008 | 6. září 2008   | Paříž     | Stade Charléty         | USA     |
| 5.  | DécaNation 2009 | 9. září 2009   | Paříž     | Stade Charléty         | USA     |
| 6.  | DécaNation 2010 | 11. září 2010  | Annecy    | Parc des Sports        | USA     |
| 7.  | DécaNation 2011 | 18. září 2011  | Nice      | Stade Charles-Ehrmann  | USA     |
| 8.  | DécaNation 2012 | 15. srpna 2012 | Albi      | Stadium municipal      | USA     |
| 9.  | DécaNation 2013 | 31. srpna 2013 | Valence   | Stade Georges-Pompidou | USA     |
| 10. | DécaNation 2014 | 30. srpna 2014 | Angers    | Stade du Lac de Maine  | USA     |
| 11. | DécaNation 2015 | 13. září 2015  | Paříž     | Stade Charléty         | USA     |
| 12. | DécaNation 2016 | 13. září 2016  | Marseille | Stade Delort           | Francie |
| 13. | DécaNation 2017 | 9. září 2017   | Angers    | Stade du Lac de Maine  | USA     |

## Galerie

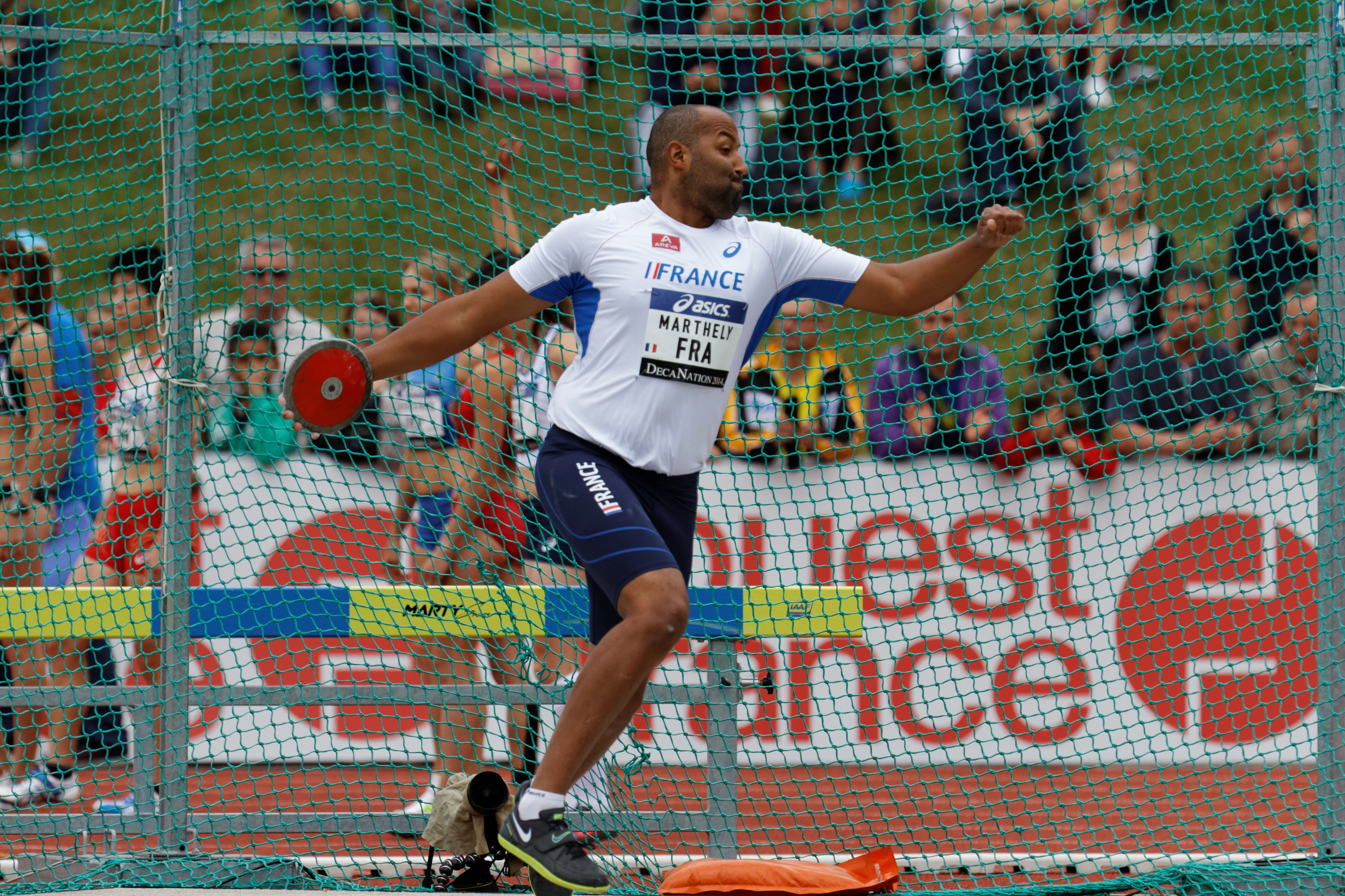
Hod diskem
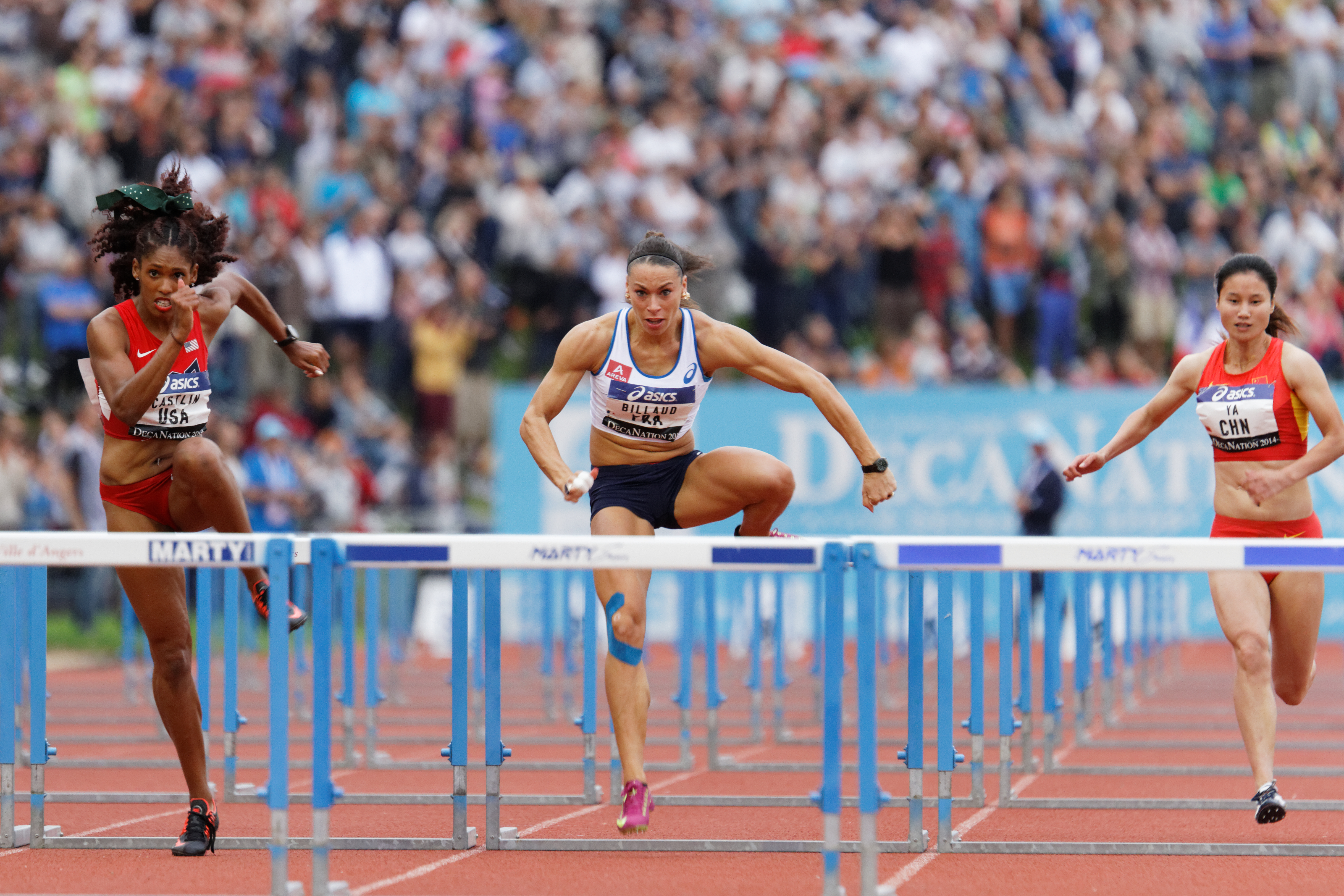
100 m překážek
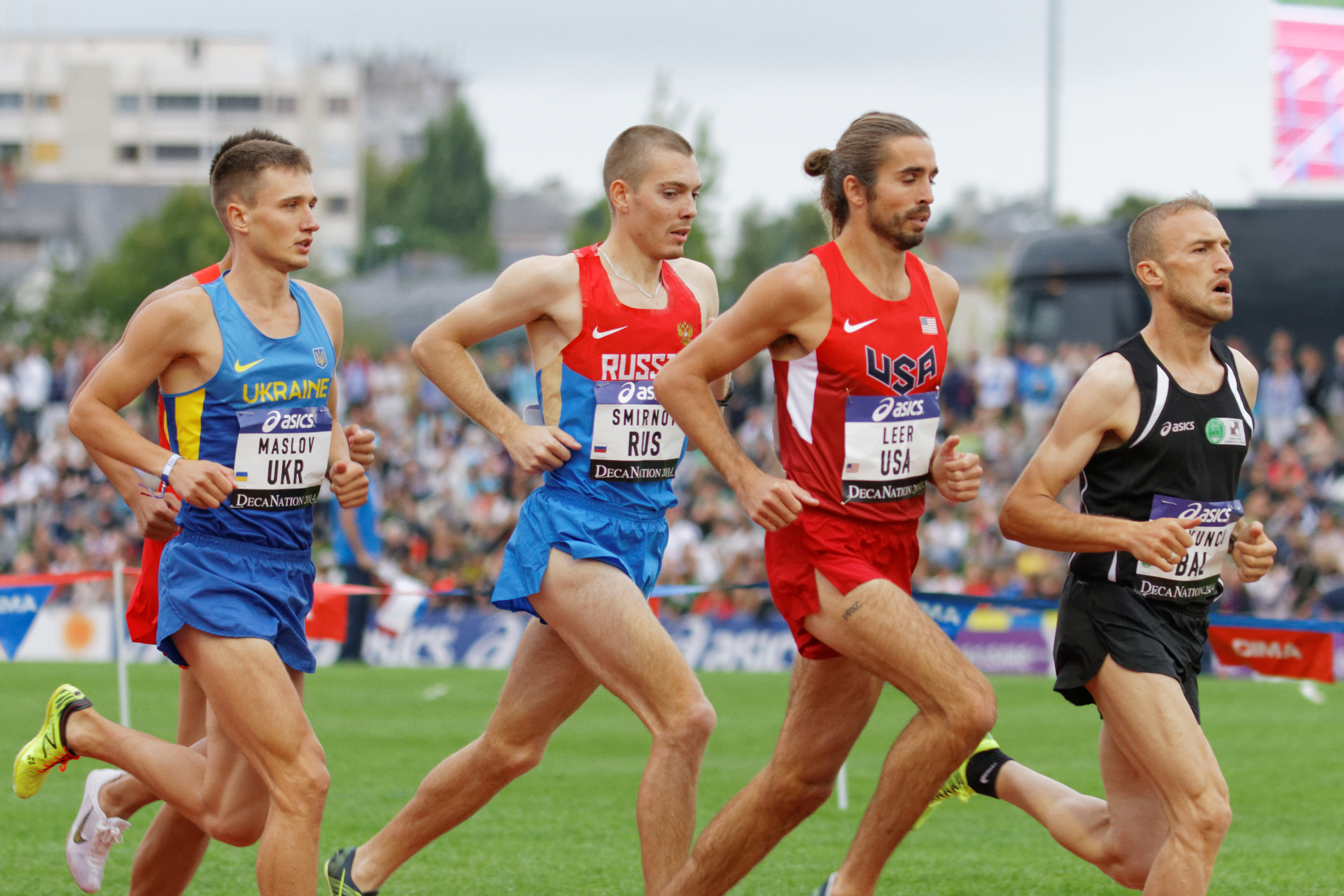
Běh na 1 500 m

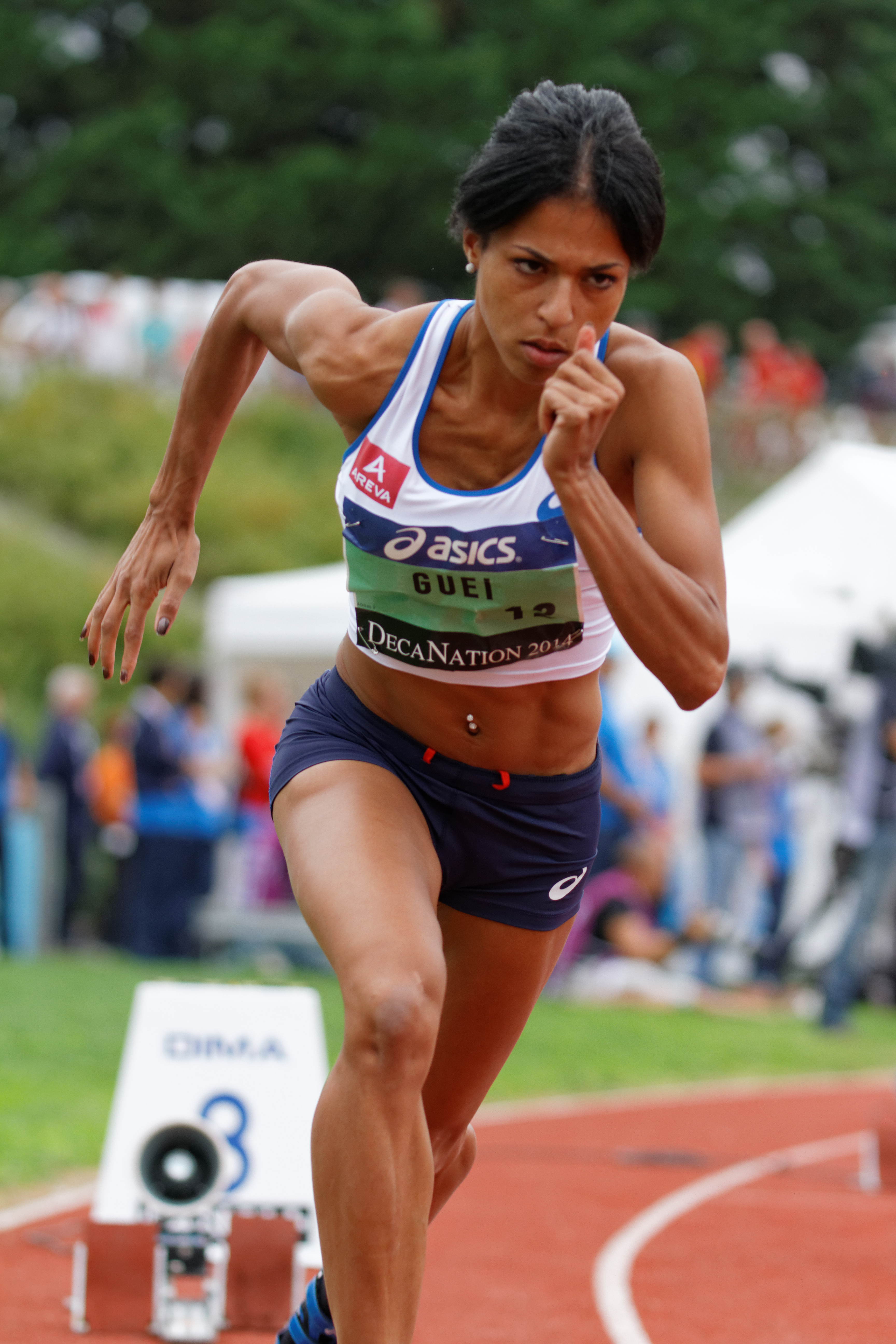
běh na 400 m
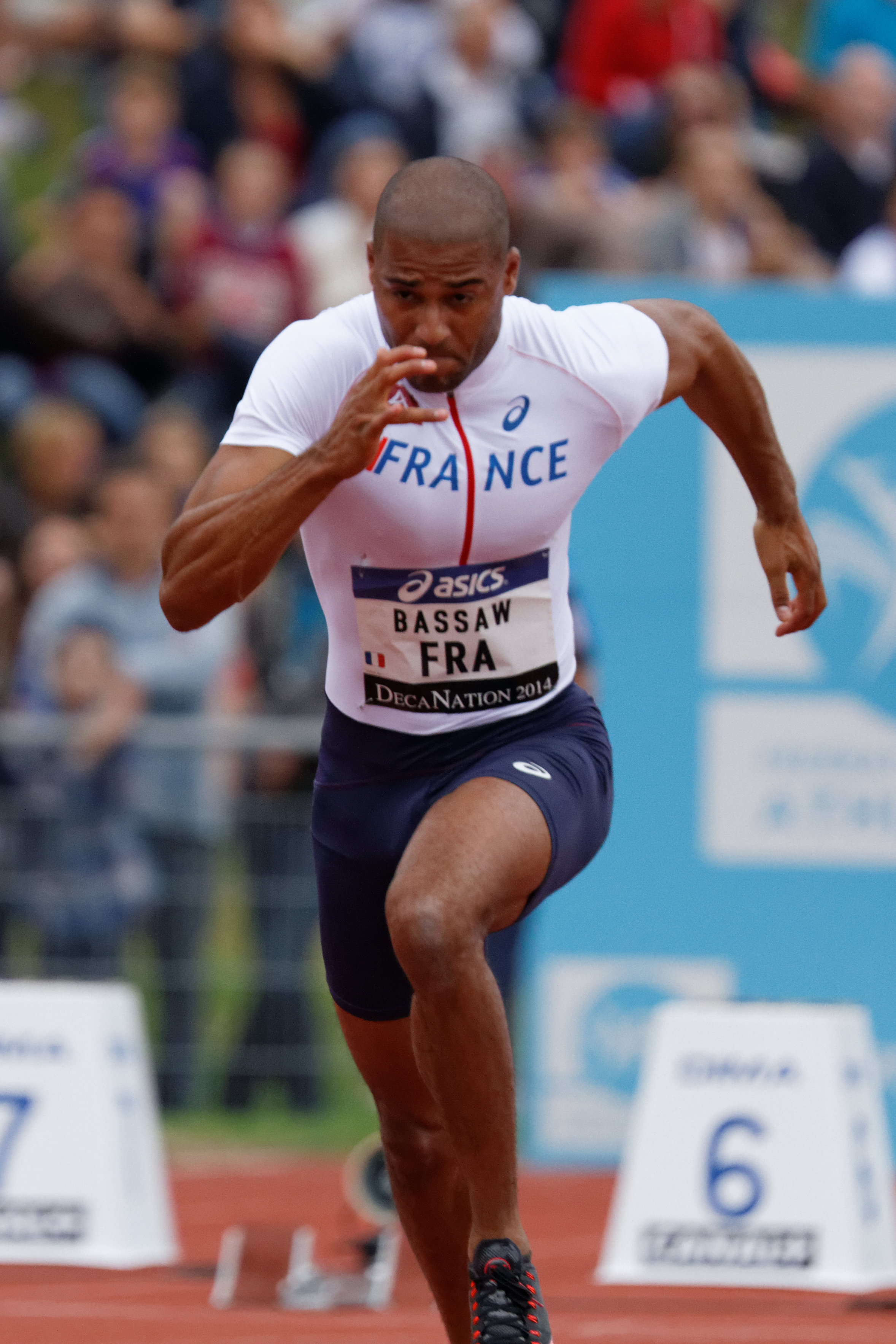
běh na 100 m
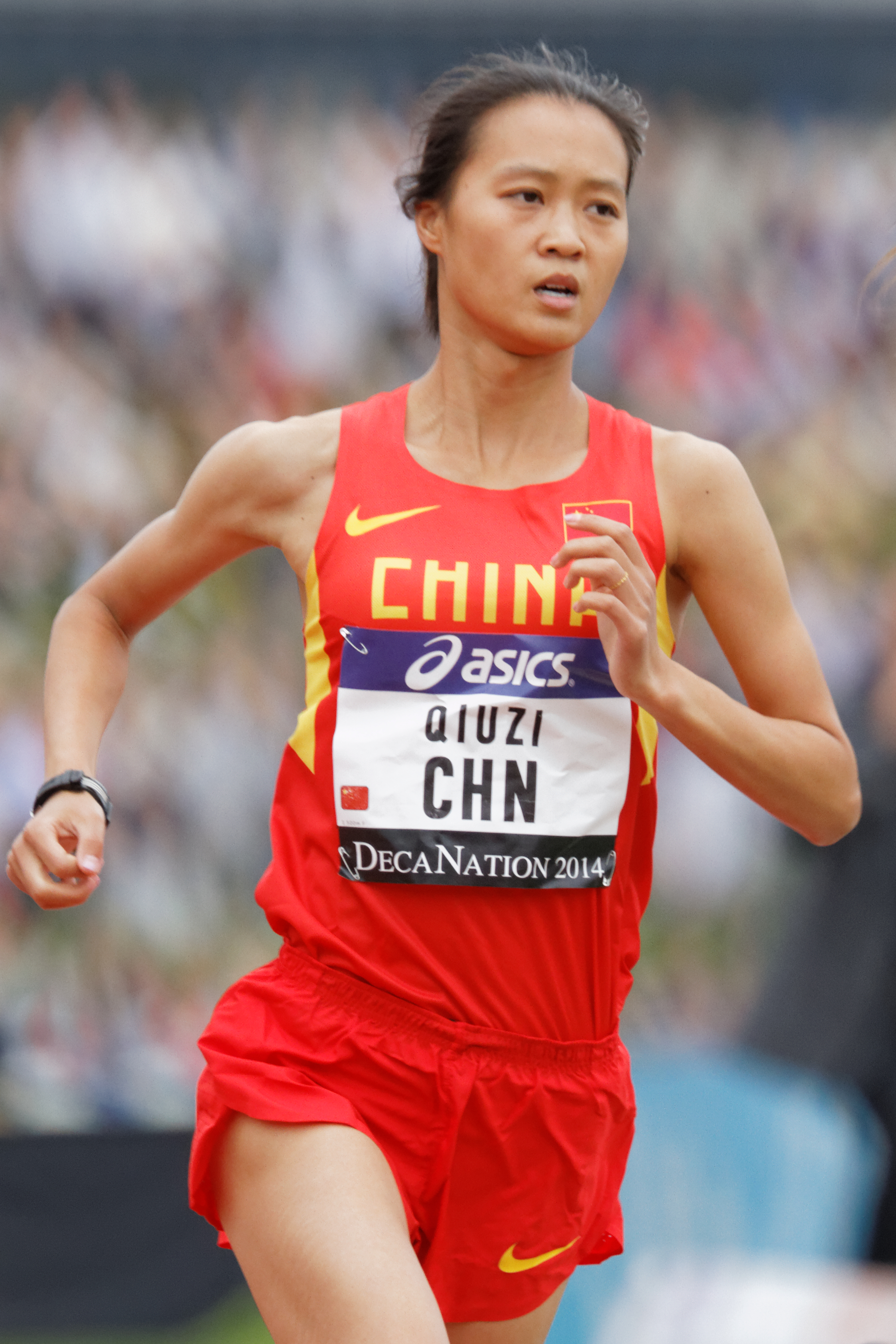
běh na 1500 m
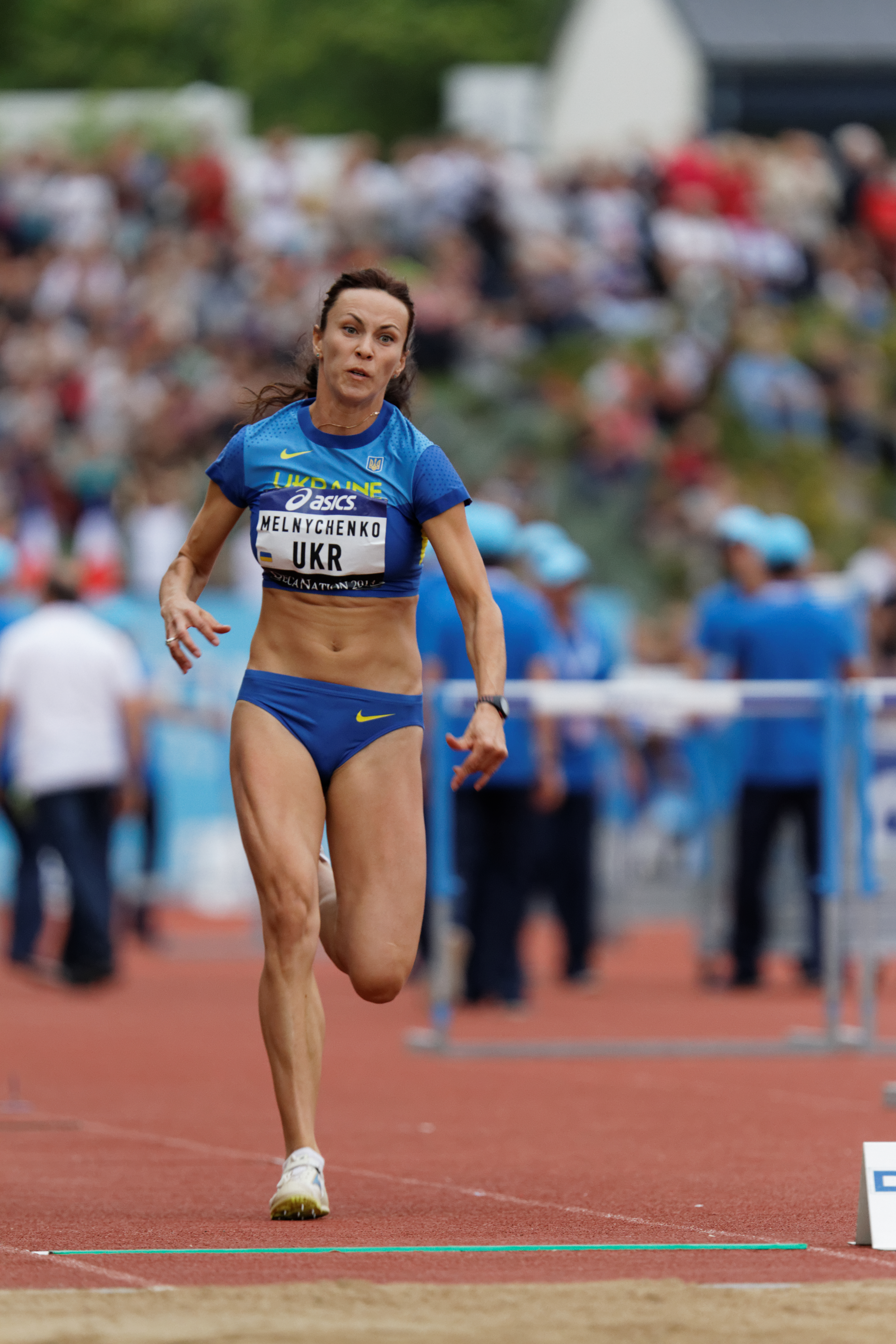
skok do dálky

## Přehled výsledků
| 2005 | 2005               | 2005 |
| poř. | stát               | body |
| ---- | ------------------ | ---- |
| 1.   | Rusko              | 127  |
| 2.   | Francie            | 120  |
| 3.   | Polsko             | 110  |
| 4.   | USA                | 103  |
| 5.   | Spojené království | 82,5 |
| 6.   | Španělsko          | 82   |
| 7.   | Itálie             | 75,5 |
| 8.   | Čína               | 35   |

| 2006 | 2006      | 2006  |
| poř. | stát      | body  |
| ---- | --------- | ----- |
| 1.   | USA       | 104,5 |
| 2.   | Německo   | 100   |
| 3.   | Polsko    | 90,5  |
| 4.   | Francie   | 88    |
| 5.   | Ukrajina  | 70    |
| 5.   | Rusko     | 70    |
| 7.   | Španělsko | 54    |
| 8.   | Čína      | DNP   |

| 2007 | 2007      | 2007 |
| poř. | stát      | body |
| ---- | --------- | ---- |
| 1.   | Francie   | 104  |
| 2.   | Německo   | 102  |
| 3.   | USA       | 100  |
| 4.   | Rusko     | 88   |
| 5.   | Ukrajina  | 63   |
| 5.   | Španělsko | 62   |
| 7    | Itálie    | 59   |
| 8    | Polsko    | DNP  |

| 2008 | 2008      | 2008 |
| poř. | stát      | body |
| ---- | --------- | ---- |
| 1.   | USA       | 89,5 |
| 2.   | Německo   | 85   |
| 3.   | Francie   | 84   |
| 4.   | Rusko     | 65   |
| 5.   | Ukrajina  | 60,5 |
| 6.   | Španělsko | 53   |

| 2009 | 2009      | 2009 |
| poř. | stát      | body |
| ---- | --------- | ---- |
| 1.   | USA       | 136  |
| 2.   | Německo   | 105  |
| 3.   | Francie   | 91   |
| 4.   | Rusko     | 83   |
| 5.   | Itálie    | 59   |
| 6.   | Španělsko | 54   |
| 7.   | Finsko    | 51   |

| 2010 | 2010    | 2010 |
| poř. | stát    | body |
| ---- | ------- | ---- |
| 1.   | USA     | 133  |
| 2.   | Rusko   | 94   |
| 3.   | Německo | 91   |
| 4.   | Francie | 88   |
| 5.   | Itálie  | 70   |
| 6.   | Finsko  | 51   |
| 7.   | Čína    | 46   |

| 2011 | 2011         | 2011  |
| poř. | stát         | body  |
| ---- | ------------ | ----- |
| 1.   | USA          | 133,5 |
| 2.   | Rusko        | 129   |
| 3.   | Německo      | 115   |
| 4.   | Francie      | 109   |
| 5.   | Čína         | 68    |
| 6.   | Španělsko    | 66,5  |
| 7.   | Jižní Afrika | 66    |
| 8.   | Anglie       | 33    |

| 2012 | 2012    | 2012 |
| poř. | stát    | body |
| ---- | ------- | ---- |
| 1.   | USA     | 66   |
| 2.   | Rusko   | 56   |
| 3.   | Německo | 39   |
| 4.   | Francie | 38   |

| 2013 | 2013            | 2013 |
| poř. | stát            | body |
| ---- | --------------- | ---- |
| 1.   | USA             | 137  |
| 2.   | Rusko           | 121  |
| 3.   | Francie         | 118  |
| 4.   | Německo         | 104  |
| 5.   | Balkánské státy | 87   |
| 6.   | Ukrajina        | 72   |
| 7.   | Severské státy  | 54   |
| 8.   | Itálie          | 46   |

| 2014 | 2014            | 2014 |
| poř. | stát            | body |
| ---- | --------------- | ---- |
| 1.   | USA             | 114  |
| 2.   | Francie         | 112  |
| 3.   | Rusko           | 108  |
| 4.   | Ukrajina        | 81   |
| 5.   | Balkánské státy | 67   |
| 6.   | Japonsko        | 48   |
| 7.   | Čína            | 47   |

| 2015 | 2015     | 2015  |
| poř. | stát     | body  |
| ---- | -------- | ----- |
| 1.   | USA      | 131,5 |
| 2.   | Rusko    | 120,5 |
| 3.   | Francie  | 86    |
| 4    | Ukrajina | 72    |
| 5.   | Čína     | 59    |
| 6.   | Japonsko | 52,5  |
| 7.   | Itálie   | 51,5  |

| 2016 | 2016      | 2016 |
| poř. | stát      | body |
| ---- | --------- | ---- |
| 1.   | Francie   | 115  |
| 2.   | NACAC     | 109  |
| 3.   | Ukrajina  | 102  |
| 4.   | Japonsko  | 92   |
| 5.   | Čína      | 68   |
| 6.   | DecaClubs | 64   |

| 2017 | 2017            | 2017 |
| poř. | stát            | body |
| ---- | --------------- | ---- |
| 1.   | USA             | 122  |
| 2.   | Francie         | 103  |
| 3.   | Polsko          | 95   |
| 4.   | Japonsko        | 80   |
| 5.   | Balkánské státy | 76   |
| 6.   | Ukrajina        | 65   |
| 7.   | Čína            | 25   |